# Pupisoma
Pupisoma é um género de gastrópode, caracóis terrestres que respiram ar, moluscos gastrópodes pulmonados terrestres ou micromoluscos da família Vertiginidae.

## Espécies
Este género contém as seguintes espécies:
- Pupisoma comicolense H. B. Baker, 1928 [3]
- Pupisoma costulata Hausdorf, 2007[3]
- Pupisoma dioscoricola (C. B. Adams, 1845)[4]
- Pupisoma orcula (Benson, 1850)[5]
- Pupisoma macneilli (Clapp, 1918)[3]
- Pupisoma mediamericanum Pilsbry, 1920[3]
- Pupisoma sp. nov. 1 da Nicarágua[6]